# Івацевичі
Івацевичі (біл. Івацэ́вічы) — місто в Берестейській області Республіки Білорусь, центр Івацевицького району.

## Назва
Легенда розповідає про походження назви «Івацевичі». Відповідно до неї, у стародавні часи один багатий пан вирушив на полювання зі своєю свитою. Все йшло добре, але раптом з хащі вискочив величезний вепр, який збив пана з коня і почав топтати його. Печальною могла бути доля пана, але його вірний слуга зміг вбити дику тварину. Пан вирішив віддячити свого рятівника, і запитав, чого б він хотів у нагороду. Тоді слуга простягнув йому свій клинок і сказав: «Дай мені те, у що можна ткнути меч так, щоб він не дістав дна». І ткнув тоді пан клинок в бочку з золотом, але дістав він дна. Задумався пан, а потім вийшов із намету, ткнув його в землю по саму рукоятку, і він закричав: «Ось що не має дна!» Таким чином, ці землі стали власністю панського рятівника. А звали його Іван Цевіч.

## Географія

### Клімат
Клімат у населеному пункті вологий континентальний («Dfb» за класифікацією кліматів Кеппена). Опадів 629 мм на рік. Найменша кількість опадів спостерігається в лютому й сягає у середньому 29 мм. Найбільша кількість опадів випадає в червні — близько 81 мм. Різниця в опадах між сухими та вологими місяцями становить 52 мм. Пересічна температура січня — -5,6 °C, липня — 17,9 °C. Річна амплітуда температур становить 23,5 °C.
| Клімат                            | Клімат | Клімат | Клімат | Клімат | Клімат | Клімат | Клімат | Клімат | Клімат | Клімат | Клімат | Клімат | Клімат |
| Показник                          | Січ.   | Лют.   | Бер.   | Квіт.  | Трав.  | Черв.  | Лип.   | Серп.  | Вер.   | Жовт.  | Лист.  | Груд.  | Рік    |
| Середній максимум, °C             | −2,6   | −1,2   | 3,7    | 12,1   | 18,9   | 22,2   | 23,3   | 22,7   | 17,8   | 11,5   | 4,5    | −0,1   | 11,1   |
| Середня температура, °C           | −5,6   | −4,5   | −0,1   | 7,2    | 13,2   | 16,7   | 17,9   | 17,2   | 12,9   | 7,6    | 2,1    | −2,7   | 6,8    |
| Середній мінімум, °C              | −8,5   | −7,7   | −3,8   | 2,3    | 7,6    | 11,2   | 12,5   | 11,7   | 8,0    | 3,7    | −0,3   | −5,2   | 2,6    |
| Норма опадів, мм                  | 41     | 29     | 35     | 43     | 57     | 81     | 81     | 65     | 58     | 47     | 45     | 47     | 629    |
| --------------------------------- | ------ | ------ | ------ | ------ | ------ | ------ | ------ | ------ | ------ | ------ | ------ | ------ | ------ |
| Джерело: Climate-Data.org (англ.) |        |        |        |        |        |        |        |        |        |        |        |        |        |

## Історія
Маєток Івацевичі відомо з 1654 року, З 1795 року в складі Росії. В 1871 році, у зв'язку з прокладанням залізниці з Москви через Берестя, поруч з маєтком Івацевичі виникло поселення. З 1921 по 1939 рік Івацевичі — містечко у Косовскому повіті Польського Поліського воєводства. В 1935 році тут проживало близько 1,5 тис. жителів. З 1939 року — у складі БРСР.
З 24 червня 1941 року до 12 липня 1944 року Івацевичі були окуповані німецько-фашистськими загарбниками. В 1947 році робітниче селище Івацевичі перейменоване в селище міського типу, а 28 травня 1966 року стало містом.

### Протести 2020
У 2020 році Івацевичі, як і більшість міст Білорусі була охоплена протестами. 9 серпня 2020 року Івацевичі були одним із 3 перших міст Білорусі (на ряду із Лідою та Кобринем), де ОМОН опустили свої щити в знак того, що вони відмовляються застосовувати насильство проти мирних демонстрантів.

## Населення
За переписом населення Білорусі 2009 року чисельність населення міста становила 22 958 осіб.

### Національність
Розподіл населення за рідною національністю за даними перепису 2009 року:
| Національність                | Осіб  | Відсоток |
| ----------------------------- | ----- | -------- |
| білоруси                      | 21389 | 93,17 %  |
| росіяни                       | 1068  | 4,65 %   |
| українці                      | 222   | 0,97 %   |
| поляки                        | 133   | 0,58 %   |
| цигани                        | 19    | 0,08 %   |
| національність не вказана     | 19    | 0,08 %   |
| литовці                       | 11    | 0,05 %   |
| азербайджанці                 | 10    | 0,04 %   |
| німці                         | 10    | 0,04 %   |
| чуваші                        | 9     | 0,04 %   |
| вірмени                       | 7     | 0,03 %   |
| латиші                        | 7     | 0,03 %   |
| татари                        | 6     | 0,03 %   |
| молдовани                     | 6     | 0,03 %   |
| грузини                       | 6     | 0,03 %   |
| євреї                         | 5     | 0,02 %   |
| туркмени                      | 3     | 0,01 %   |
| комі-перм'яки                 | 3     | 0,01 %   |
| національність не повідомлена | 3     | 0,01 %   |
| дві та більше національності  | 3     | 0,01 %   |
| узбеки                        | 2     | 0,01 %   |
| удмурти                       | 2     | 0,01 %   |
| казахи                        | 1     | 0,00 %   |
| араби                         | 1     | 0,00 %   |
| таджики                       | 1     | 0,00 %   |
| болгари                       | 1     | 0,00 %   |
| башкири                       | 1     | 0,00 %   |
| турки                         | 1     | 0,00 %   |
| афганці                       | 1     | 0,00 %   |
| естонці                       | 1     | 0,00 %   |
| перси                         | 1     | 0,00 %   |
| чеченці                       | 1     | 0,00 %   |
| комі                          | 1     | 0,00 %   |
| абхази                        | 1     | 0,00 %   |
| кабардинці                    | 1     | 0,00 %   |
| ассирійці                     | 1     | 0,00 %   |
| інша національність           | 1     | 0,00 %   |
| Разом                         | 22958 | 100 %    |